# Delow Amadeh
Delow Amadeh (persiska: دِلُو آمَدِه, دِلوامدِه, دَلو آمَدِه, دلو امده, Delow Āmadeh) är en ort i Iran.   Den ligger i provinsen Kurdistan, i den nordvästra delen av landet, 400 km väster om huvudstaden Teheran. Delow Amadeh ligger 1 865 meter över havet och antalet invånare är 193.
Terrängen runt Delow Amadeh är kuperad.Runt Delow Amadeh är det ganska tätbefolkat, med 124 invånare per kvadratkilometer. Närmaste större samhälle är Bāyanchūb, 8,6 km väster om Delow Amadeh. Trakten runt Delow Amadeh består i huvudsak av gräsmarker.